# 小行星2062
(2062) 阿登（2062 Aten，發音： /ˈɑːtən/ AH-tən）是一顆小行星，由曾經擔任NEAT (近地小行星追蹤)專案計畫的首席研究員埃莉诺·赫琳在帕洛瑪所發現。
該小行星以埃及神話的太陽神阿登命名。
阿登是被發現的第一顆軌道半長軸小於1天文單位的小行星，在發現與命16顆之後，成為小行星新分類阿登型小行星的代表，目前仍有212顆等待編號和命名，它們的範圍從(99907) 1989VA到2004 MD 6。

## 外部連結
- NASA JPL小天體瀏覽器上的小行星2062